# Nikolai Semjonowitsch Tolkatschjow
Nikolai Semjonowitsch Tolkatschjow (russisch Николай Семёнович Толкачёв; * 25. März 1903; † 1987) war ein sowjetischer Theater- und Film-Schauspieler und Szenenbildner.

## Leben
Tolkatschjow begann seine Bühnenlaufbahn in den 1930er Jahren unter der Leitung von Ruben  Simonow, ehe er 1937 vom Lenkom-Theater verpflichtet wurde. Ab 1941 trat er am Lensenskij Dramatheater auf, wechselte aber schon 1943 für ein Jahr ans Moskauer Jugendtheater. Am Jermolowa Dramatheater fand Tolkatschjow ab 1944 letztlich eine dauerhafte Betätigungsstätte. Er trat u. a. in den Stücken Die Flucht und Puschkin auf, in letzterem als Nikolaus I.
Sein Filmdebüt gab Tolkatschjow 1938 in Alexander Rous erstem Märchenfilm Der Zauberfisch. Bis einschließlich Rhapsodie des Nordens (1974) war er noch 13 weitere Male in Nebenrollen vor der Kamera zu sehen, vorwiegend in Kriegs- und Historienfilmen. Im dritten Teil der Fernsehfilmreihe Былое и думы (Byloje i dumy), die auf dem Leben von Alexander Herzen beruht, spielte er den Fürsten Sergei Michailowitsch Golizy den Älteren.

## Filmografie (Auswahl)
- 1938: Der Zauberfisch (Po schtschutschemu weleniju)
- 1957: Geschichten über Lenin (Rasskasy o Lenine)
- 1966: Krieg und Frieden – Film 1 (Woina i mir – film 1)
- 1967: Anna Karenina
- 1969: Befreiung – Teil 2: Der Durchbruch (Oswoboschdenije – film 2: Proryw)
- 1974: Rhapsodie des Nordens (Sewernaja rapsodija)